# Campionato nordamericano maschile under 16 di calcio 1988
Il Campionato nordamericano di calcio Under-16 1988 è stata la quarta edizione della competizione omonima organizzata dalla CONCACAF.
Si è tenuto dal 12 al 27 novembre in Trinidad e Tobago e ha visto Cuba conquistare il torneo.
Canada, Stati Uniti e Cuba guadagnarono inoltre l’accesso al Campionato mondiale Under-16 1989 che si svolse in Scozia. 

## Primo turno

### Gruppo A
| Pos. | Squadra           | Pt | G | V | N | P | GF | GS | DR  |
| ---- | ----------------- | -- | - | - | - | - | -- | -- | --- |
| 1.   | Trinidad e Tobago | 7  | 4 | 3 | 1 | 0 | 8  | 1  | +7  |
| 2.   | Stati Uniti       | 6  | 4 | 3 | 0 | 1 | 19 | 2  | +17 |
| 3.   | Honduras          | 5  | 4 | 2 | 1 | 1 | 6  | 8  | -2  |
| 4.   | Guatemala         | 1  | 4 | 0 | 1 | 3 | 2  | 9  | -7  |
| 5.   | Saint Lucia       | 1  | 4 | 0 | 1 | 3 | 2  | 16 | -14 |

| Squadra 1         | Risultato | Squadra 2   |
| ----------------- | --------- | ----------- |
| Guatemala         | 1 - 6     | Stati Uniti |
| Trinidad e Tobago | 5 - 0     | Saint Lucia |
| Guatemala         | 1 - 1     | Saint Lucia |
| Stati Uniti       | 7 - 0     | Honduras    |
| Honduras          | 4 - 1     | Saint Lucia |
| Trinidad e Tobago | 1 - 0     | Guatemala   |
| Saint Lucia       | 0 - 6     | Stati Uniti |
| Trinidad e Tobago | 1 - 1     | Honduras    |
| Guatemala         | 0 - 1     | Honduras    |
| Trinidad e Tobago | 1 - 0     | Stati Uniti |

### Gruppo B
| Pos. | Squadra     | Pt | G | V | N | P | GF | GS | DR |
| ---- | ----------- | -- | - | - | - | - | -- | -- | -- |
| 1.   | Canada      | 6  | 3 | 2 | 2 | 0 | 5  | 2  | +3 |
| 2.   | Cuba        | 6  | 3 | 2 | 2 | 0 | 3  | 0  | +3 |
| 3.   | Giamaica    | 5  | 3 | 1 | 3 | 0 | 1  | 0  | +1 |
| 4.   | Costa Rica  | 2  | 3 | 1 | 0 | 3 | 3  | 5  | -2 |
| 5.   | El Salvador | 1  | 3 | 0 | 1 | 3 | 1  | 6  | -5 |

| Squadra 1   | Risultato | Squadra 2   |
| ----------- | --------- | ----------- |
| Costa Rica  | 0 - 2     | Cuba        |
| Canada      | 3 - 1     | El Salvador |
| Cuba        | 0 - 0     | Giamaica    |
| Costa Rica  | 1 - 2     | Canada      |
| Giamaica    | 0 - 0     | Canada      |
| El Salvador | 0 - 2     | Costa Rica  |
| Giamaica    | 0 - 0     | El Salvador |
| Cuba        | 0 - 0     | Canada      |
| El Salvador | 0 - 1     | Cuba        |
| Giamaica    | 1 - 0     | Costa Rica  |

## Secondo turno
| Pos. | Squadra           | Pt | G | V | N | P | GF | GS | DR |
| ---- | ----------------- | -- | - | - | - | - | -- | -- | -- |
| 1.   | Cuba              | 4  | 3 | 2 | 0 | 1 | 5  | 1  | +4 |
| 2.   | Stati Uniti       | 4  | 3 | 2 | 0 | 1 | 3  | 2  | +1 |
| 3.   | Canada            | 3  | 3 | 1 | 1 | 1 | 2  | 5  | -3 |
| 4.   | Trinidad e Tobago | 1  | 3 | 0 | 1 | 2 | 0  | 2  | -2 |

| Squadra 1         | Risultato | Squadra 2   |
| ----------------- | --------- | ----------- |
| Stati Uniti       | 1 - 2     | Canada      |
| Trinidad e Tobago | 0 - 1     | Cuba        |
| Stati Uniti       | 1 - 0     | Cuba        |
| Trinidad e Tobago | 0 - 0     | Canada      |
| Canada            | 0 - 4     | Cuba        |
| Trinidad e Tobago | 0 - 1     | Stati Uniti |

Cuba, Stati Uniti e Canada qualificate al Campionato mondiale Under-16 1989.